# Peter Hampe
Peter Hampe (* 6. März 1940 in Dohna) ist ein deutscher Wirtschafts- und Politikwissenschaftler.

## Leben
Hampe absolvierte ein Studium der Volkswirtschaftslehre, Politikwissenschaft und des Öffentlichen Rechts an der Ludwig-Maximilians-Universität München, das er 1965 als Diplom-Volkswirt abschloss. Von 1969 bis 1979 arbeitete Hampe als wissenschaftlicher Assistent am Geschwister-Scholl-Institut für Politische Wissenschaft der LMU München, wo er 1972 promovierte. 1980 erhielt Hampe einen Ruf an die Akademie für Politische Bildung Tutzing. Dort leitete er als Dozent bis 2005 den Bereich Wirtschafts- und Sozialpolitik. Nebenberuflich lehrt Hampe seit 1977 an der Hochschule für Politik München und seit 1992 an der Technischen Universität Dresden, die ihn 2000 zum Honorarprofessor ernannte. Verschiedene Lehraufträge führten Hampe mehrmals an Hochschulen in Kiev und Shanghai.

## Forschungstätigkeit
In seinen Forschungen beschäftigt sich Peter Hampe in erster Linie mit den Sachgebieten Sozialstaat, Soziale Marktwirtschaft, Wirtschafts- und Sozialpolitik, Arbeitsmarktpolitik, Globalisierung und  Europäische Währungsunion.
Er bekleidet das Amt des bayerischen Landesvorsitzenden der Deutschen Vereinigung für Politische Bildung und ist Mitglied im Kuratorium des ifo Instituts für Wirtschaftsforschung.

## Werke

### Monographien
- Die ökonomische Imperialismustheorie. Kritische Untersuchungen, München 1976. ISBN 3-406-03734-8

### Herausgeberschaften
- Friedman contra Keynes. Zur Kontroverse über die Konjunktur- und Beschäftigungspolitik, München 1984. ISBN 3-7892-7251-5
- Renten 2000. Längerfristige Finanzierungsprobleme der Alterssicherung und Lösungsansätze, München 1985. ISBN 3-7892-7267-1
- Währungsreform und soziale Marktwirtschaft. Rückblicke und Ausblicke, München 1989. ISBN 3-7892-8440-8
- Zwischenbilanz der Arbeitszeitverkürzung, München 1993. ISBN 3-7758-1254-7
- zusammen mit Hans Büttner: Die Globalisierung der Finanzmärkte. Auswirkungen auf den Wirtschaftsstandort Deutschland, Mainz/München 1997. ISBN 3-7758-1355-1
- zusammen mit Jürgen Weber: 50 Jahre Soziale Mark(t)wirtschaft. Eine Erfolgsstory vor dem Ende?, München 1999. ISBN 3-7892-8014-3